# Vinita
Vinita är administrativ huvudort i Craig County i Oklahoma. Ortnamnet hedrar skulptören Vinnie Ream. Enligt 2010 års folkräkning hade Vinita 5 743 invånare.